# Oglasa separata
Oglasa separata là một loài bướm đêm trong họ Noctuidae.